# Uranòpolis
Uranòpolis (en grec antic Οὐρανόπολις) era una ciutat situada a Atos, a la Península Calcídica, de la que no se'n sap res, excepte que va ser fundada per Alexarc de Macedònia, germà deCassandre de Macedònia, segons Ateneu de Nàucratis i Plini el Vell.
Com que Plini no menciona Sane a la seva llista de ciutats d'Atos, s'ha suposat que Uranòpolis podia ser un nom d'aquella ciutat.
Uranòpolis era també el nom d'un bisbat a Galàcia, deformació del nom correcte de Verinòpolis.